# Міст Цзін Ма

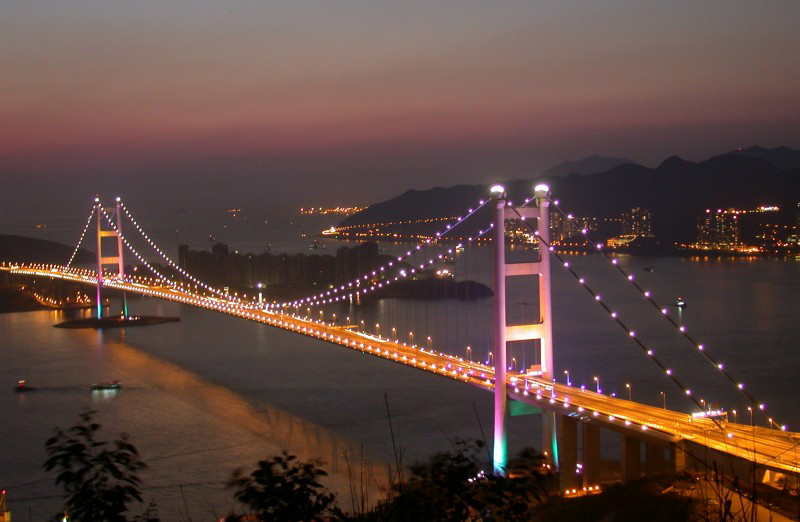
Міст Цзін Ма, Гонконг

Міст Цзін Ма (青馬大橋, Tsingma Dàqiáo) — підвісний міст у Гонконгу, 5-й у світі за довжиною. Сполучає острів Цзін І на сході й острів Ма Ван на заході, є частиною магістралі Лантау, яка із трьома іншими мостами з'єднує Нові Території, і острів Чек Лап Кок, де розташований Міжнародний аеропорт Гонконгу. Залізниця - частина системи метро MTR, гілки Тунь Чунь і міжнародного аеропорту.
Міст має два рівні, по яких організовані автомобільний і залізничний рух. На верхньому рівні розташована шестиполосна автомагістраль, по три смуги в кожному напрямку. На нижньому - дві залізничні колії і запасна двохполосна автодорога для службових цілей і для руху під час сильних вітрів (в Гонконгу іноді бувають тайфуни). Основний проліт мосту має довжину 1377 метрів (більше, ніж у знаменитих Золотих Воріт у Сан-Франциско), висота пілонів - 206 метрів. Проліт - найбільший у світі серед мостів, по яких організовано залізничний рух.
Будівництво мосту почалося в 1992, закінчилося в 1997 й коштувало 7,2 мільярди гонконзьких доларів. Магістраль Лантау відкрилася 27 квітня 1997. На церемонії відкриття була присутня колишній прем’єр-міністр СК Маргарет Тетчер.
Для контролю над рухом на мосту були встановлені камери спостереження.

## Особливості конструкції мосту
- Фундамент і конструкція опор. Одна опора побудована з боку острова Цзін І, а інша - за 120 метрів від узбережжя штучного острову Ма Ван. Кожна опора піднімається на 206 метрів над рівнем моря, і укопана на відносно малу глибину. Опори складаються з двох "ніг", зв'язаних між собою через деякі інтервали поперечинами. "Ноги" зроблені з високоміцного бетону за технологією неперервного заливання бетону з використанням рухомої опалубки.
- Закріплення. Сили натягу в тросах натягу урівноважені великими опорними спорудами, які розташовані з обох кінців мосту. Це масивні бетонні конструкції, глибоко забиті в землю на узбережжя островів Цінг І та Ма Ван. Загальна вага бетону, використаного при створенні двох опорних конструкцій - приблизно 300 000 тонн.
- Основні троси. Троси були виготовлені підвісним методом формування волокон. Цей процес зв'язаний із протяганням дроту, забезпечуючи подачу з постійним натягом і витягуванням дроту від однієї опори до іншої, проходячи через 500-тонні чавунні санки нагорі кожної опорної вежі мосту. 70 000 проводів, кожен діаметром 5,38 мм були об'єднані в основний трос діаметром 1,1 метр.
- Підвісне полотно. Сталева конструкція полотна була виготовлена в Англії і Японії. Після доставки вона була оброблена і зібрана в модулі в місті Донггуань у Китаї. Усього було підготовлено 96 модулів, кожен довжиною 18 метрів і вагою 480 тонн. Модулі були доставлені на місце монтажу спеціально зробленими для цього баржами і встановлювалися двома кранами, які могли пересуватися вздовж основного тросу.
- Пройма, ближня до острова Цзін І схожий за формою і поперечним перерізом з підвісним прольотом, але знаходиться на основі, замість того, щоб бути підвішеним тросом. Це був перший проліт, який зібрали на землі і встановили кранами. Інші модулі приєднували використовуючи піднімальні пристрої розташовані на рівні полотна. Було передбачено, що може відбутися розширення стиків при допустимому максимальному переміщенні ± 850 мм, яку може відбуватися усередині цього прольоту.

## Визначна пам'ятка
Цзін Ма став улюбленим мальовничим місцем і відомою визначною пам'яткою. Для одержання актуальної інформації можна відвідати Туристичний центр і оглядовий майданчик Лантау, які розташовані на північно-заході острова Цізн І.
Міст не має тротуарів. Паркування на ньому також заборонено.